# العلاقات البرتغالية السويسرية
العلاقات البرتغالية السويسرية هي العلاقات الثنائية التي تجمع بين البرتغال وسويسرا.

## مقارنة بين البلدين
هذه مقارنة عامة ومرجعية للدولتين:
| وجه المقارنة                                              | البرتغال                                                  | سويسرا                                                                                      |
| --------------------------------------------------------- | --------------------------------------------------------- | ------------------------------------------------------------------------------------------- |
| المساحة (كم2)                                             | 92.21 ألف                                                 | 41.28 ألف                                                                                   |
| عدد السكان (نسمة)                                         | 10.60 مليون                                               | 8.21 مليون                                                                                  |
| الكثافة السكانية (ن./كم²)                                 | 114.95                                                    | 198.89                                                                                      |
| العاصمة                                                   | لشبونة                                                    | برن                                                                                         |
| اللغة الرسمية                                             | اللغة البرتغالية، اللغة الميراندية                        | اللغة الألمانية، اللغة الإيطالية، لغة فرنسية، اللغة الرومانشية، الألمانية السويسرية الموحدة |
| العملة                                                    | يورو، اسكودو برتغالي                                      | فرنك سويسري                                                                                 |
| الناتج المحلي الإجمالي (بليون دولار)                      | 217.57 مليار                                              | 678.89 مليار                                                                                |
| الناتج المحلي الإجمالي (تعادل القوة الشرائية) بليون دولار | 307.82 مليار                                              | 518.07 مليار                                                                                |
| الناتج المحلي الإجمالي الاسمي للفرد دولار أمريكي          | 19.22 ألف                                                 | 80.94 ألف                                                                                   |
| الناتج المحلي الإجمالي للفرد دولار أمريكي                 | 28.76 ألف                                                 | 59.54 ألف                                                                                   |
| مؤشر التنمية البشرية                                      | 0.830                                                     | 0.930                                                                                       |
| رمز المكالمات الدولي                                      | +351                                                      | +41                                                                                         |
| رمز الإنترنت                                              | .pt                                                       | .ch، .swiss ‏                                                                                |
| المنطقة الزمنية                                           | توقيت غرب أوروبا، توقيت غرب أوروبا الصيفي، أوروبا/لشبونة ‏ | توقيت وسط أوروبا، ت ع م+01:00، ت ع م+02:00، أوروبا/زيورخ ‏                                   |

## منظمات دولية مشتركة
يشترك البلدان في عضوية مجموعة من المنظمات الدولية، منها:
| علم المنظمة | اسم المنظمة                               | تاريخ انضمام البرتغال | تاريخ انضمام سويسرا |
| ----------- | ----------------------------------------- | --------------------- | ------------------- |
|             | مؤسسة التمويل الدولية                     | 8 يوليو 1966          | 29 مايو 1992        |
|             | يونسكو                                    | 11 مارس 1965          | 28 يناير 1949       |
|             | مجموعة أستراليا                           | 1985                  | 1987                |
|             | المرصد الأوروبي الجنوبي                   | 2001                  | 1982                |
|             | اتحاد المدفوعات الأوروبي ‏                 | ?                     | ?                   |
|             | مجموعة الموردين النوويين                  | ?                     | ?                   |
|             | الوكالة الدولية للطاقة                    | ?                     | ?                   |
|             | مؤسسة التنمية الدولية                     | 29 ديسمبر 1992        | 29 مايو 1992        |
|             | منظمة التعاون الاقتصادي والتنمية          | 4 أغسطس 1961          | ?                   |
|             | المركز الدولي لتسوية المنازعات الاستشارية | 1 أغسطس 1984          | 14 يونيو 1968       |
|             | وكالة ضمان الاستثمار متعدد الأطراف        | 6 يونيو 1988          | 12 أبريل 1988       |
|             | منظمة حظر الأسلحة الكيميائية              | ?                     | ?                   |
|             | المنظمة الأوروبية لسلامة الملاحة الجوية   | 1986                  | 1992                |
|             | البنك الإفريقي للتنمية                    | ?                     | ?                   |
|             | الأمم المتحدة                             | 14 ديسمبر 1955        | 10 سبتمبر 2002      |
|             | الاتحاد الدولي للاتصالات                  | 1866                  | 1866                |
|             | منظمة الشرطة الجنائية الدولية             | ?                     | ?                   |
|             | البنك الدولي للإنشاء والتعمير             | 29 مارس 1961          | 29 مايو 1992        |
|             | منظمة الأمن والتعاون في أوروبا            | 25 يونيو 1973         | 25 يونيو 1973       |
|             | وكالة الفضاء الأوروبية                    | ?                     | ?                   |
|             | الاتحاد البريدي العالمي                   | ?                     | ?                   |
|             | منظمة التجارة العالمية                    | ?                     | ?                   |
|             | الفريق المعني برصد الأرض                  | ?                     | ?                   |
|             | بنك التنمية الآسيوي                       | 2002                  | 1967                |
|             | نظام تحكم تكنولوجيا القذائف               | 1992                  | 1992                |
|             | مجلس أوروبا                               | ?                     | ?                   |

## أعلام
هذه قائمة لبعض الشخصيات التي تربطها علاقات بالبلدين:
- أندريه كايتانو غونسالفيس (لاعب كرة قدم سويسري، 23 يناير 1992[25] – )
- إديميلسون فيرنانديز (لاعب كرة قدم سويسري، 15 أبريل 1996[26] – )
- إليز هينسلر (ممثلة ومغنية ولدت في سويسرا، وهي زوجة الثانية لـ فرناندو الثاني ملك البرتغال (زواج مرغنطي).، 22 مايو 1836 – 21 مايو 1929)
- بيدرو تيكسيرا (7 سبتمبر 1998[27] – )
- بيدرو مينديز (لاعب كرة قدم برتغالي، 1 أكتوبر 1990[28] – )
- تيري موتينهو (لاعب كرة قدم برتغالي، 26 فبراير 1991[29] – )
- جواو دي أوليفيرا (لاعب كرة قدم سويسري، 6 يناير 1996[30] – )
- جويل كاسترو بيريرا (لاعب كرة قدم برتغالي، 28 يونيو 1996[31] – )
- خوسيه غونسالفيس (لاعب كرة قدم برتغالي، 17 سبتمبر 1985 – )
- دافيد دا كوستا (لاعب كرة قدم سويسري، 19 أبريل 1986[32] – )
- صاوه بينتو (لاعب كرة قدم برتغالي، 2 يناير 1991[33] – )
- مايك غوميز (لاعب كرة قدم سويسري، 19 سبتمبر 1988[34] – )
- ميكا شناونسي (لاعب كرة قدم برتغالي، 8 مارس 1991[35] – )
- نونو رييس (لاعب كرة قدم برتغالي، 31 يناير 1991[36] – )
- نيلسون فيريرا (لاعب كرة قدم برتغالي، 26 مايو 1982[37] – )

## وصلات خارجية
- موقع وزارة الخارجية البرتغالية
- موقع وزارة الخارجية السويسرية